# Rhamdella aymarae
Rhamdella aymarae är en fiskart som beskrevs av Miquelarena och Menni, 1999. Rhamdella aymarae ingår i släktet Rhamdella och familjen Heptapteridae. Inga underarter finns listade i Catalogue of Life.